# Salvo Burci
Salvo Burci (Piacenza, XII secolo – XIII secolo) è stato uno scrittore italiano.
È l’autore del Liber Supra Stella, libello del XIII secolo contenente preziose informazioni su diversi gruppi ereticali.

## Biografia
L’unica indicazione cronologica sulla vita di Burci è ricavabile dalla sua opera Liber Supra Stella, nella quale compare due volte la data del 6 maggio 1235, una domenica, giorno in cui l’autore del prologo indica abbia composto l’opera. Proprio alla composizione del Liber Supra Stella dobbiamo la notorietà del Burci, figlio di una locale famiglia di tradizioni notarili. Egli fu probabilmente un tecnico dell’indagine inquisitoriale, forse entrato in contatto con i primi inquisitori delegati della sede apostolica, ma non era un teologo, come suggerì l’autore del prologo del trattato, definendolo litterarum inscius, cioè ignorante di lettere, e dunque necessariamente sprovvisto di una conoscenza teologica approfondita. Dichiarò di aver conosciuto direttamente l’eretico Giovanni di Ronco, oltre ad essere stato il depositario di numerose confessiones, specialmente di eretici dualisti, tra i quali ebbe precisa contezza della teoria del medico Andrea sul dualismo. Immerso pienamente nel rinnovamento culturale e dottrinale della Piacenza del suo tempo, fu probabilmente influenzato dalle istanze riformatrici perpetuate proprio in quegli anni dai frati minori e dai frati predicatori.

## Liber Supra Stella
Il Liber Supra Stella è un trattato volto a confutare alcune eresie piacentine del XII-XIII secolo. È noto grazie ad un unico esemplare manoscritto conservato presso la biblioteca Medicea Laurenziana di Firenze, fatto che valorizza l’ipotesi di una limitata circolazione tra i contemporanei. Come specificato nel prologo dell’opera, il titolo è una risposta ad un libello circolante nella Piacenza dell’epoca, contenente verosimilmente teorie ereticali, denominato Stella, di cui non si è conservato alcun manoscritto.  Il testo è suddiviso in capitoli, anche se la suddivisione è stata probabilmente aggiunta in una edizione posteriore. Termina, inoltre, in maniera improvvisa, verosimilmente per volontà dell’autore o per un errore del copista. L’autore sceglie la tecnica della forma dialogica, efficace nel confutare con ritmo incalzante la pretesa delle varie teorie ereticali di rappresentare la vera Chiesa e risposta alla stessa tecnica polemistica utilizzata dagli eretici. Le correnti eresiologiche non hanno particolari similarità tra loro, ma ad accomunarle è la contemporanea presenza nella Piacenza degli anni trenta del XIII secolo.
Il gruppo maggiormente approfondito è quello dei Catari, suddivisi tra Albanesi e Concorezzesi. L’autore passa in rassegna le principali differenze teologiche rispetto al cattolicesimo romano, ma risulta qui evidente la peculiarità del movimento locale. Il catarismo si mostra infatti con svariate sfaccettature teologiche a seconda della località in cui si manifesta. Altro gruppo eretico sono i Poveri di Lione, fondati nel 1175 da Valdo di Lione. Secondo l’autore, dal gruppo originario derivano direttamente i Poveri Lombardi (1205), dei quali il Burci narra le principali cause che hanno portato alla scissione dalla corrente principale. L’autore ne conosceva direttamente il fondatore, Giovanni da Ronco. I Poveri Lombardi, pur essendo molto rilevanti dal punto di vista dottrinario, risultano esigui in termini numerici, probabilmente tra le seimila e le ottomila unità, come sottolineato dal Burci. Nella discussione polemica sul gruppo vengono affrontati i temi fondamentali del matrimonio e del traducianismo, che li pongono in netta opposizione rispetto alla dottrina della Chiesa Romana.
Successivamente, il Burci tratta degli speronisti, così chiamati a sottolineare la stretta filiazione dal fondatore Ugo Speroni. Di particolare interesse è l’indicazione dell’anno di fondazione del movimento, il 1285. L’autore non ricerca una vera e propria organicità nell’opera privilegiando l’efficacia del dibattito polemico e lo scritto risulta per questo vario e affrettato, senza uno specifico approfondimento teologico delle varie eresie.